# 流 (博多)
流（ながれ）とは、博多市街における複数の町の集合体である。

## 概要
那珂川・御笠川・博多湾・房州堀（およそ現在の国体道路国道202号）に囲まれた狭義としての博多は、安土桃山時代までは自治都市として栄えたが戦火により荒廃した。九州征伐を終えた豊臣秀吉は1587年に博多の復興を構想、黒田孝高（如水）に立案させ、石田三成をはじめ滝川雄利・長束正家・小西行長・山崎片家らを復興事業にあたらせた。この区画整理事業は太閤町割りと呼ばれる。神屋宗湛や島井宗室も援助を行った。町割りに際して秀吉は東西および南北の町筋（通り）の数を七条袈裟になぞらえて7本とし、町筋に面した家々を地区ごとに1つの町とした。いわゆる背割り方式であり（現代は街区方式が主流）、町筋を挟んだ向かいの家々も同じ町内であるが、裏手にある家は別の町に属した。そして町筋ごとに「流」という町の集合体を形成させた。流は自治組織上および行政上、町の上位行政区画でもある。
「流」という呼称は、小川や旗の当時の数え方に由来するという説や、黒田孝高故地の播磨国での池の数え方に由来するという説などがあるが、明確ではない。
時代を経て現在では行政上の意味はなくなったが、博多松囃子や博多祇園山笠といった大規模な祭事はこの流単位で執り行われている。

## 流の成立と変遷

### 江戸期
町割りはまず中心となる一小路（市小路・いちしょうじ）を南北に定め、東に東町筋、西に西町筋、土居町筋、東西に横町筋、魚町筋と定められた。
この際、筋毎に町の集合体である流を組織した。南北縦筋に東町流、市小路流（呉服町流）、西町流、土居流、東西横筋に石堂流（恵比須流）、魚町流（福神流）、最も福岡側寄りの博多川沿いに洲崎町流（大黒流）を配した。
毎年これら7流のうち6流が博多祇園山笠の山笠当番を務め、1流が能当番を務めた。また、博多どんたくの前身（中核）である博多松囃子では、福神流、恵比須流、大黒流が三福神の当番を務め、他の4流が交代で稚児流の当番を務めた。
流はそののち町の発展と共に、厨子流（櫛田流）、新町流、築港流、沖浜流と拡大した。このうち新町流は岡新町流（のちに岡流、現在の祇園町一帯）と濱新町流（のちに濱流、現在の大博町・神屋町一帯）に二分された。

流の変遷
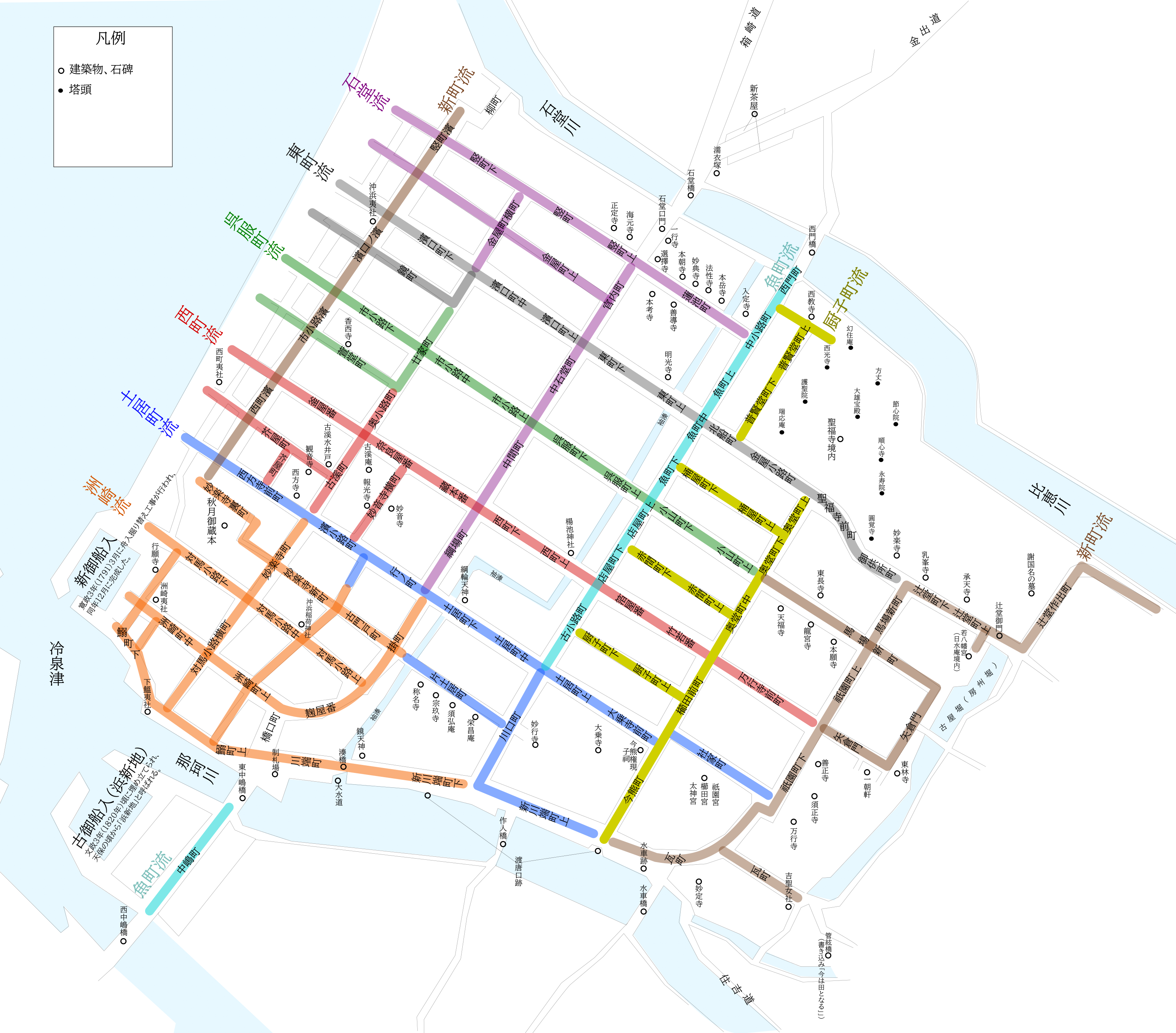
江戸期[2]（SVG形式のファイル）
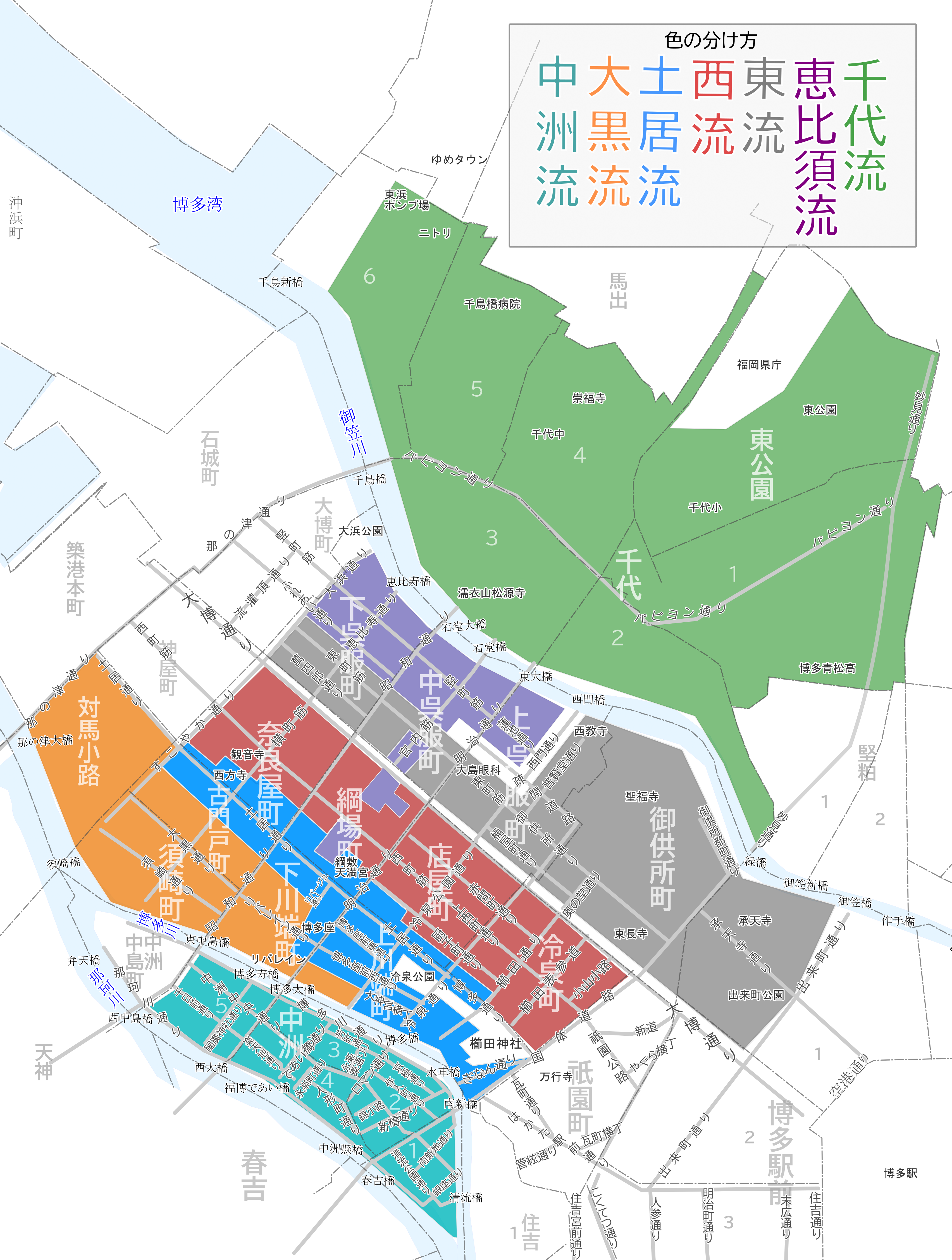
2023年（SVG形式のファイル）

江戸期の町名は以下の通り。
- 東町流：御供所町（）、金屋小路町（）、北船町（）、東町（）上、東町下、浜口町（）上、浜口町中、浜口町下、鏡町（）[3]:64 - 67
- 呉服町流：小山町（）上、小山町下、呉服町（）上、呉服町下、市小路町（）上、市小路町中、市小路町下、廿屋町（）、萱堂町（）[3]:68 - 71
- 西町流：万行寺前町（）、竹若番（）、箔屋番（）、西町（）上、西町下、蔵本番（）、奈良屋番（）、古渓町（）、芥屋町（）、釜屋番（）[3]:72 - 75
- 土居町流 : 社家（）、大乗寺前町（）、土居町（）上、土居町中、土居町下、行ノ町（）、浜小路町（）、西方寺前町（）、片土居町（）、川口町（）、新川端町（）上 [3]:76 - 79
- 須崎流：新川端町上(『福博古図』以外では土居町流のうち[3]:80)、新川端町下、川端町（）、鰯町（）上、鰯町下、須崎町（）上、須崎町中、対馬小路町（）上、対馬小路町中、対馬小路町下、古門戸町（）、妙楽寺新町（）妙楽寺前町、妙楽寺町、掛町（）、麹屋番（）、橋口町（）[3]:80 - 83
- 石堂流
  - 縦筋（南北）：蓮池町（）、竪町（）上、竪町中、竪町下、金屋町（）上、金屋町中、金屋町横町（）、金屋町下
  - 横筋（東西）：官内町（）、中石堂町（）、中間町（）、綱場町（）[3]:84 - 87
- 魚町流：西門町（）、中小路町（）、中小路町下、魚町（）上、魚町中、魚町下、店屋町（）上、店屋町下、古小路町（）、中島町（） [3]:88 - 89
- 厨子町流 ：奥堂町（）上、奥堂町中、奥堂町下、櫛田前町（）、今熊町（）、普賢堂町（）上、普賢堂町下、桶屋町（）上、桶屋町下、赤間町（）上、赤間町下、厨子町（）上、厨子町下[3]:88 - 89
- 新町流：辻堂町（）上、辻堂町下、馬場新町（）、祇園町（）上、祇園町下、瓦町（）及び竪町浜（）、浜口ノ浜（）、市小路浜（）、西町浜（）[3]:90 - 95

## 戦後の体制
第二次世界大戦末期の福岡大空襲によって博多の町は焦土と化し、戦後になり道路も付け変わったが、旧町を引き継ぎ、流も存続しえた。
戦後の流は本来の自治組織としての意義は大幅に薄れ、山笠、松囃子の当番のためのものとなった感がある。しかし一方で、博多祇園山笠振興期成会（博多祇園山笠振興会の前身）が結成され、山笠振興のため広く門戸を開放したため、旧い博多の外から中洲流（戦前から土居流の加勢町として部分的に参加していた）、千代流（大津町流）、南流（一丁目流、のちに渡辺通一丁目）、唐人町流（唐人町一体）が山笠に参加するために流を組織し、今日の山笠の隆盛に大いに貢献することとなった。なお、南流（一丁目流）は、1952年のみ舁き山笠を作り、唐人町流は舁き山笠は作らず、飾り山笠と子供山笠だけであった。
- 呉服町流：東長寺前町・東長寺前新道・上小山町・下小山町・上呉服町・下呉服町・上市小路・中市小路・下市小路・廿屋町（にじゅうやまち）・萱堂町・奥小路
- 東町流：御供所町・金屋小路・北船町・上東町・下東町・上浜口町・中浜口町・下浜口町・鏡町
- 大黒流：東下新川端町・下新川端町・寿通・麹屋町・川端町・上鰮町・下鰮町・上洲崎町・下洲崎町・上対馬小路・中対馬小路・下対馬小路・下対馬小路大下・掛町・橋口町
- 西町流：万行寺前町・竹若町・箔屋町・上西町・下西町・蔵本町・奈良屋町・古渓町・芥屋町・釜屋町
- 恵比須流：蓮池町・官内町・上竪町・中竪町・下竪町・下金屋町・横町（下金屋町横町）・上金屋町・中石堂町・中間町・綱場町
- 土居流：上新川端町・大乗寺前町・川口町・中土居町・片土居町・上土居町・下土居町・行町・濱小路・西方寺前町
- 福神流：西門町・中小路町・上魚町・中魚町・下魚町・上店屋町・下店屋町・古小路町
- 築港流：沖田町・北浜町一丁目・北浜町二丁目・北浜町三丁目・北浜町四丁目・海岸通一丁目・海岸通二丁目・海岸通三丁目・海岸通四丁目・海岸通五丁目・西浜町一丁目・西浜町二丁目・恵比須町・幾世町・石城町一丁目・石城町二丁目・石城町三丁目・千歳町一丁目・千歳町二丁目・千歳町三丁目・冷泉町（ここでいう冷泉町は、現在の冷泉町とは異なる）
- 濱流：大浜町一丁目・大浜町二丁目・大浜町三丁目・大浜町四丁目・小金町・柳町
- 櫛田流：今熊町・櫛田前町・上厨子町・下厨子町・上奥堂町・中奥堂町・下奥堂町・上赤間町・下赤間町・上桶屋町・下桶屋町・寺中町・上普賢堂町・下普賢堂町
- 岡流：瓦町・社家町・下祇園町・上祇園町・矢倉門・馬場新町・上辻堂町・下辻堂町・出来町・停車場町
- 中洲流：作人町・千日前町・南新地・芳町・人形町・新橋町・永楽町・これに加え、東中洲町連合会（現在の中洲町連合会）が当番町を務めた。

## 流の消滅と再編
1962年に公布・施行された住居表示に関する法律を受けて、行政合理化を図るため福岡市では1966年に町名町界を旧来の背割りを廃し街区方式に改める町名町界整理事業を実施した。それにより、旧来からの町域に基づく流は行政上の区画としての町域との整合性が無くなることになり、行政上の意味を失い廃されることとなったが、地域共同体における必要性から流は即日再編されることとなった。
例えば、恵比須流・大黒流はほぼ旧体制を受け継いで今日に至っており、土居流は、町名町界整理事業により土居町をはじめとする大半の町が消滅したため存続が困難視されたが、有志によって土居町筋沿いの旧町体制を維持した土居流保存会が結成されて流が復活することとなり、引き続き山笠の当番を務め今日に至っている。
一方、呉服町流は大半が大博通りに含まれまた分断されることになり流運営も苦しくなるため、東西に分離して東側は東町流と合流し東流、西側は西町流と合流し西流となった。

## 現在の流
現在では、土居流、大黒流、東流、中洲流、西流、千代流、恵比須流、福神流の8つの流があり、福神流を除く7流が山笠当番を務める。この山笠を務める7流は「博多七流」とよばれる。
- 土居流：上川端町、冷泉町、下川端町、綱場町、古門戸町、奈良屋町
- 大黒流：上川端町、下川端町、須崎町、古門戸町、対馬小路
- 東流：御供所町、上呉服町、中呉服町、下呉服町、博多駅前（旧：出来町）
- 中洲流：中洲一丁目、中洲二丁目、中洲三丁目、中洲四丁目、中洲五丁目
- 西流：冷泉町、店屋町、綱場町、奈良屋町
- 千代流：旧千代町一帯、千代小学校区全体
- 恵比須流：上呉服町、中呉服町、下呉服町、綱場町
- 福神流：店屋町、上呉服町

上記は、現町名であり山笠運営の町名（旧町名）とは異なる。
恵比須流、大黒流、福神流は博多松囃子の三福神の当番を務めており、同じく博多松囃子の稚児流の当番を東流と西流がそれぞれ2年交代で当番を務めている。
また、上記8流及び祇園町、神屋町、大博町、築港本町の宮総代、宮世話人で、2月2、3日の節分大祭、10月22 - 24日の秋季大祭、12月2、3日の夫婦恵比須神社大祭のお世話を務めている。

## 入軒
旧体制では町界が背割り方式であったため、町の本通筋から横筋へ数軒町が入り込んでいた。これを「入軒（いりけん）」と呼ぶ。山笠の流舁を行う際、山笠をこの「入軒」まで入れては引き返していた。流が再編されたときに街区のみを基準として再編せず旧来の町界も一部残したため、かつてより減少したが、この習慣が今も残されている。

## 博多以外の流
本来、流（ながれ）とは、博多市街における複数の町の集合体であるが、近年では行政上の意味合いよりも、博多祇園山笠で使用する意味合いが強いことから博多祇園山笠に習い、博多以外の山笠においても流が使われる事がある。
津屋崎祇園山笠や市民祭飯塚山笠などでは、博多と同じく複数の町の集合体を指すが、直方山笠や植木天満宮神幸祭などの主に直方市内の山笠では、単に1つの町区名に流と付けて呼ぶ。（例：古町中区流、本横流など）